# Anna-Greta Fischer-Paulsen
Ester Anna-Greta Fischer-Paulsen, född 12 januari 1916 i Mariestad, död 1 april 2011 i Stockholm, var en svensk reklamtecknare och illustratör.
Hon var dotter till landssekreteraren Josef Teofil Fischer och Anna Josefina Hjort och gift med Sten Paulsen. Bland hennes illustrationer märks Ernst Wessmans Trollen och människorna från 1941.